# اعمال تروریستی روی منابع تأمین آب
اعمال تروریستی روی منابع تأمین آب شامل خرابکاری عمدی بر روی سیستم تامین آب، از طریق جنگ‌های شیمیایی یا بیولوژیکی و خرابکاری در زیرساخت‌ها است. در طول تاریخ نظامی و تاریخ تروریسم، حمله به منابع تأمین آب توسط تروریسم محیط زیست و گروه‌های سیاسی که با هدف ترساندن از مرگ یا قحطی و خشک‌سالی انجام شده‌است.

## حملات شیمیایی و بیولوژیکی

### تاریخچه
در سال ۱۹۸۴، اعضای یک سکت مذهبی بنام راجنیشی یک مخزن آب در شهر دلس، اورگن، را با استفاده از باکتری سالمونلا آلوده کردند که ۷۵۰ نفر دچار آلودگی شدند.
در سال ۱۹۹۲ حزب کارگران کردستان (پ کا کا) غلظت کشنده ای از پتاسیوم سیانید را در مخازن آب یک مجموعه از نیروی هوایی ترکیه در استانبول قرار داد.
در سال ۲۰۰۰، کارگران کارخانه مواد شیمیایی سلاته در شمال فرانسه، ۵۰۰۰ لیتر اسید سولفوریک را بعد از اینکه از مزایای کارگری محروم شدند، در انشعاب رود موز ریختند.
در سال ۲۰۰۰ پلیس در کوئینزلند استرالیا مردی را دستگیر کرد که با استفاده از کامپیوتر و فرستنده رادیویی تلاش کرده بود سیستم فاضلاب ماروچی شایر را کنترل کرده و فاضلاب را به پارک‌ها، رودخانه‌ها و املاک هدایت کند.

### تهدیدات مبنی بر آلوده کردن مخازن تامین آب با ال اس دی
علیرغم این واقعیت که این نوع عملیات غیرممکن و بعید بنظر می‌رسد که در مقیاس وسیع تأثیر بگذارد، در خلال دهه ۱۹۶۰ توجه زیادی به این موضوع جلب شد که چهره‌های پادفرهنگ می‌توانند با قرار دادن مقدار کوچکی از ال اس دی در مخازن تأمین آب، یک شهر را مبتلا به مواد مخدر کنند.
در ۱۹ مارس ۱۹۶۶، مجله لایف لندن مصاحبه ای انجام داد که در آن ادعا می‌شد هر کسی می‌تواند لندن را در کمتر از هشت ساعت با ریختن اسید در سیستم آب تحت کنترل بگیرد. دکتر دونالد جانسون ادعا کرد: «این کاملاً امکان‌پذیر است که برای تحت کنترل گرفتن یک شهر یا حتی یک کشور ال اس دی مورد استفاده قرار گیرد. من موافق این نظریه هستم که اگر آن را در مخازن آب بریزند، مردم را به اندازه کافی غیرفعال می‌کند تا دشمن بتواند کنترل را در دست بگیرد.»
در نوامبر۱۹۶۶ مجله ووی نوشت «چرا باید ال اس دی را غیرقانونی کنند» که نویسنده آن دبلیو اچ کار مدعی شده بود که «چند صد گرم، از آن اگر در مخزن تامین آب یک شهر بزرگ ریخته شود، می‌تواند میلیون‌ها نفر را به رعشه بیندازد.»
ابی هافمن یک نماد مبارزه ضد فرهنگی در کنوانسیون حزب دموکرات تهدید کرد که در اعتراض به جنگ ویتنام، ال اس دی را در مخزن آب شهر شیکاگو خواهد ریخت. در حقیقت چندین کارگاه بزرگ تولید ال اس دی برای تولید حتی جزئی از میزان مورد نیاز برای آلوده کردن منبع آبی از یک شهر کوچک مورد نیاز است که همچنین در اثر نور خورشید، گرما یا کلر موجود در سیستم آب می‌تواند مضمحل شود.

## حمله به زیرساخت‌ها و منابع

### تاریخچه
در سال ۱۹۹۹، در لوساکا، زامبیا، انفجار بمبی خط لوله اصلی آب را تخریب کرد و آب این شهر ۳ میلیون نفری را قطع کرد.
در سال ۲۰۰۱، جریان آب به شهر کومانوفو (با جمعیت ۱۰۰٬۰۰۰ نفری) به مدت ۱۲ روز در درگیری بین قوم آلبانیایی‌ها و نیروهای مقدونیه قطع شد.
نیروهای مسلح انقلابی کلمبیا (فارک) بمبی را در داخل تونلی در سد چینگازا منفجر کردند که عمده آب بوگوتا را تأمین می‌کند.
چهار دستگاه آتش زا در ایستگاه پمپاژ کارخانه تولید آب آشامیدنی بطری میشیگان یافت شد. جبهه آزادی‌بخش زمین (ELF) مسئولیت آن را بر عهده گرفت، و این شرکت را متهم به سرقت یخ آب شده کوهستان‌ها برای کسب درآمد کرد.
در سال ۲۰۰۳، مقامات اردن در ارتباط با یک طرح ناموفق برای مسموم کردن مخزن آب نیروهای آمریکایی که در صحرای شرقی اردن در نزدیکی مرز با عراق خدمت می‌کردند، عاملان عراقی را دستگیر کردند.
در سال ۲۰۰۶، نیروهای شورشی ببرهای تامیل، تأمین آب را به دهکده‌های دولتی در شمال شرقی سری‌لانکا قطع کردند. سپس نیروهای دولتی سری‌لانکا حمله به سدهای مخزن آب را آغاز کردند و اقدامات ببرهای تامیل را تروریسم اعلام کردند.

### خشک کردن مرداب‌های بین‌النهرین
تخلیه مرداب‌های میان‌رودان در سال‌های دهه ۱۹۵۰ و ۱۹۹۰ در عراق و به درجه ای کوچکتر در ایران رخ داده‌است تا مناطق وسیعی از مرداب‌ها در سیستم حوضه رودی دجله و فرات را خشک کنند. پیش از آن مساحتی حدود ۲۰٬۰۰۰ کیلومتر مربع (۷٬۷۰۰ مایل مربع) را می‌پوشانده‌است، مرداب اصلی، هور الهویزه، مرکزی و مرداب حمار در زمان‌های مختلف و به دلایل مختلف خشک شدند. تخلیه اولیه مرداب مرکزی بمنظور ایجاد زمین برای کشاورزی عنوان شد، اما بعداً همه این مردابها به ابزار جنگ و انتقام تبدیل شدند.
بسیاری از سازمان‌های بین‌المللی مانند کمیسیون حقوق بشر سازمان ملل متحد، مجلس اعلای اسلامی عراق، دفتر بین‌المللی تحقیقات پرندگان مهاجر و تالاب‌های بین‌المللی و سازمان دیده‌بان خاورمیانه این خشک کردن آب را تلاشی سیاسی برای مجبور کردن عرب‌های هور به خروج از منطقه با استفاده از تاکتیک منحرف کردن آب، نمودند.

## در فرهنگ عمومی
- کتاب کرت وانه‌گت «گهوارهٔ گربه» (۱۹۶۳) یک ماده شیمیایی را توصیف می‌کند که قادر است آب را در دمای اتاق به یخ تبدیل کند که می‌تواند جهان را از بین ببرد.
- ادوارد ابی در کتابش (رمان) (۱۹۷۵) بنام «باند آچار میمونی» آورده‌است که سدها را منفجر می‌کردند، منابع آب را مسموم می‌کردند و به منابع حمله می‌کردند.
- فیلم تاکسیدو با هنرپیشگی جکی چان، شخصیتی را ترسیم می‌کند، که تولیدکننده آب آشامیدنی بطری است و در تلاش است برای از بین بردن عرضه طبیعی آب جهان برای مجبور کردن مردم برای استفاده از آب آشامیدنی بطری خود می‌باشد.
- فیلم بتمن آغاز می‌کند، تلاش یک تروریست را برای آلوده کردن سیستم آب با توده ای از هلوکوزینوژن را به تصویر درمی‌آورد.
- فیلم آب آورده بر اساس حملات تروریستی روی محیط زیست در مخازن تأمین آب شهر لس آنجلس تنظیم شده‌است.
- فیلم وی مثل وندتا (۲۰۰۶) رهبران دولتی فاسد را نشان می‌دهد که آب لندن را آلوده می‌کنند.